# Halowe Mistrzostwa Świata w Lekkoatletyce 2010 – skok o tyczce kobiet
Skok o tyczce kobiet – jedna z konkurencji rozegranych podczas 13. Halowych Mistrzostw Świata w hali Aspire Dome w Dosze.
Wymagane minimum A do udziału w mistrzostwach świata wynosiło 4,40. Eliminacje odbyły się 12 marca, a finał rozegrano w ostatnim dniu zawodów. W konkurencji tej startowała jedna reprezentantka Polski – mistrzyni świata z Berlina Anna Rogowska. Ustalone przez Polski Związek Lekkiej Atletyki minimum dające kwalifikację do startu w Katarze osiągnęła także Monika Pyrek, jednak tyczkarka MKL Szczecin zrezygnowała ze startu w zawodach z powodu gorszej formy.

## Terminarz
| Data          | Godzina | Runda      |
| ------------- | ------- | ---------- |
| 12 marca 2010 | 16:20   | Eliminacje |
| 14 marca 2010 | 16:20   | Finał      |

## Rezultaty
| Poz. - pozycja \| CR - rekord mistrzostw \| NR - rekord kraju                                       |
| PB - rekord życiowy \| SB - najlepszy wynik w sezonie \| x - próba strącona \| – - pominięcie próby |

### Eliminacje
Do zawodów przystąpiło 18 tyczkarek z 12 krajów. Aby uzyskać awans do finału trzeba było pokonać poprzeczkę zawieszoną na wysokości 4,60 (Q) lub znaleźć się w gronie ośmiu zawodniczek z najlepszymi rezultatami (q).
| Pozycja | Zawodniczka            | Reprezentacja     | 4.20 | 4.35 | 4.45 | 4.55 | Rezultat | Uwagi |
| ------- | ---------------------- | ----------------- | ---- | ---- | ---- | ---- | -------- | ----- |
| 1       | Jelena Isinbajewa      | Rosja             | -    | -    | -    | xxo  | 4.55     | q     |
| 2       | Fabiana Murer          | Brazylia          | -    | -    | o    |      | 4.45     | q     |
| 2       | Nikoléta Kiriakopoúlou | Grecja            | o    | o    | o    |      | 4.45     | q     |
| 2       | Swietłana Fieofanowa   | Rosja             | -    | -    | o    |      | 4.45     | q     |
| 5       | Kelsie Hendry          | Kanada            | -    | o    | xo   |      | 4.45     | q     |
| 5       | Anna Rogowska          | Polska            | -    | -    | xo   |      | 4.45     | q     |
| 7       | Jiřina Ptáčníková      | Czechy            | o    | o    | xxo  | -    | 4.45     | q     |
| 8       | Kristina Gadschiew     | Niemcy            | o    | o    | xxx  |      | 4.35     | q     |
| 9       | Kate Dennison          | Wielka Brytania   | xo   | o    | xxx  |      | 4.35     |       |
| 9       | Elena Scarpellini      | Włochy            | xo   | o    | xxx  |      | 4.35     |       |
| 11      | Afrodíti Skafída       | Grecja            | o    | xxo  | xxx  |      | 4.35     |       |
| 11      | Chelsea Johnson        | Stany Zjednoczone | -    | xxo  | xxx  |      | 4.35     |       |
| 13      | Mariánna Zahariádi     | Cypr              | xxo  | xxo  | xxx  |      | 4.35     | SB    |
| 14      | Li Caixia              | Chiny             | o    | xxx  |      |      | 4.20     | SB    |
| 15      | Pavla Rybová           | Czechy            | xo   | xxx  |      |      | 4.20     |       |
| 16      | Li Ling                | Chiny             | xxo  | xxx  |      |      | 4.20     |       |
| –       | Carolin Hingst         | Niemcy            | -    | -    | xxx  |      | NM       |       |
| –       | Lacy Janson            | Stany Zjednoczone | -    | xxx  |      |      | NM       |       |

### Finał
| Pozycja | Zawodniczka            | Reprezentacja | 4.30 | 4.40 | 4.50 | 4.60 | 4.65 | 4.70 | 4.75 | 4.80 | 4.85 | Rezultat | Uwagi |
| ------- | ---------------------- | ------------- | ---- | ---- | ---- | ---- | ---- | ---- | ---- | ---- | ---- | -------- | ----- |
|         | Fabiana Murer          | Brazylia      | -    | -    | o    | o    | -    | o    | xxo  | o    | xxx  | 4.80     |       |
|         | Swietłana Fieofanowa   | Rosja         | -    | o    | -    | o    | -    | o    | -    | xo   | xxx  | 4.80     | SB    |
|         | Anna Rogowska          | Polska        | -    | o    | -    | xxo  | -    | xo   | xxx  |      |      | 4.70     |       |
| 4       | Jelena Isinbajewa      | Rosja         | -    | -    | -    | o    | -    | -    | xxx  |      |      | 4.60     |       |
| 5       | Jiřina Ptáčníková      | Czechy        | o    | o    | o    | xo   | xxx  |      |      |      |      | 4.60     | PB    |
| 6       | Kelsie Hendry          | Kanada        | -    | xxo  | xo   | xxx  |      |      |      |      |      | 4.50     |       |
| 7       | Kristina Gadschiew     | Niemcy        | o    | o    | xxx  |      |      |      |      |      |      | 4.40     |       |
| –       | Nikoléta Kiriakopoúlou | Grecja        | xxx  |      |      |      |      |      |      |      |      | NM       |       |